# Adina
Adina (lat. Adina), biljni rod od jedanaest vrsta korisnog drveća iz porodice broćevki (Rubiaceae) raširen po istočnoj i jugoistočnoj Aziji. 
Adina je i hrvatski naziv ovog roda.

## Vrste
1. Adina cordifolia (Roxb.) Brandis
2. Adina dissimilis Craib
3. Adina eurhyncha (Miq.) Å.Krüger & Löfstrand
4. Adina fagifolia (Teijsm. & Binn. ex Havil.) Valeton ex Merr.
5. Adina malaccensis (Ridsdale) Å.Krüger & Löfstrand
6. Adina metcalfii Merr. ex H.L.Li
7. Adina multifolia Havil.
8. Adina pilulifera (Lam.) Franch. ex Drake
9. Adina pubicostata Merr.
10. Adina rubella Hance
11. Adina trichotoma (Zoll. & Moritzi) Benth. & Hook.f. ex B.D.Jacks.

## Sinonimi
- Adinauclea Ridsdale
- Haldina Ridsdale
- Metadina Bakh.f.
- Pertusadina Ridsdale